# Wisconsin Herd 2018-2019
La stagione 2018-19 dei Wisconsin Herd fu la 2ª nella NBA D-League per la franchigia.
I Wisconsin Herd arrivarono quinti nella Central Division con un record di 12-38, non qualificandosi per i play-off.

## Roster
| N° | Naz.                   | Ruolo | Sportivo         | Anno | Alt. | Peso |
| -- | ---------------------- | ----- | ---------------- | ---- | ---- | ---- |
| 0  | Stati Uniti (bandiera) | G     | Trevon Duval     | 1998 | 191  | 84   |
| 1  | Stati Uniti (bandiera) | G     | James Young      | 1995 | 201  | 108  |
| 2  | Stati Uniti (bandiera) | G     | Xavier Munford   | 1992 | 191  | 78   |
| 2  | Nigeria (bandiera)     | G     | Ike Nwamu        | 1993 | 196  | 93   |
| 3  | Stati Uniti (bandiera) | G     | Nick Johnson     | 1992 | 191  | 91   |
| 3  | Stati Uniti (bandiera) | G     | Jaylen Morris    | 1995 | 196  | 84   |
| 4  | Stati Uniti (bandiera) | G     | Vander Blue      | 1992 | 196  | 91   |
| 10 | Stati Uniti (bandiera) | G     | Robert Johnson   | 1995 | 191  | 88   |
| 11 | Stati Uniti (bandiera) | A     | V.J. Beachem     | 1995 | 203  | 91   |
| 12 | Grecia (bandiera)      | G     | Kanellos Garbīs  | 1992 | 183  | 77   |
| 13 | India (bandiera)       | A     | Amjyot Singh     | 1992 | 203  | 104  |
| 15 | Stati Uniti (bandiera) | G     | Michael Qualls   | 1994 | 196  | 91   |
| 18 | Stati Uniti (bandiera) | A     | Jordan Barnett   | 1995 | 201  | 98   |
| 18 | Stati Uniti (bandiera) | G     | Elijah Stewart   | 1995 | 196  | 88   |
| 20 | Canada (bandiera)      | G     | Trae Bell-Haynes | 1995 | 188  | 79   |
| 20 | Armenia (bandiera)     | G     | Andre Spight     | 1995 | 191  | 77   |
| 20 | Stati Uniti (bandiera) | G     | Travis Trice     | 1993 | 188  | 80   |
| 25 | Stati Uniti (bandiera) | C     | Brandon McCoy    | 1998 | 213  | 113  |
| 32 | Stati Uniti (bandiera) | G     | A.J. Hess        | 1994 | 201  | 91   |
| 32 | Stati Uniti (bandiera) | A     | Mareik Isom      | 1994 | 206  | 98   |
| 33 | Stati Uniti (bandiera) | A     | Bonzie Colson    | 1996 | 198  | 102  |
| 35 | Stati Uniti (bandiera) | A     | Christian Wood   | 1995 | 208  | 97   |
| 41 | Stati Uniti (bandiera) | A     | Cinmeon Bowers   | 1993 | 201  | 113  |
| 41 | Giamaica (bandiera)    | C     | Shevon Thompson  | 1993 | 213  | 110  |
|    | Stati Uniti (bandiera) | G     | Sterling Brown   | 1995 | 198  | 104  |
|    | Stati Uniti (bandiera) | G     | Donte DiVincenzo | 1997 | 193  | 92   |
|    | Stati Uniti (bandiera) | A     | D.J. Wilson      | 1996 | 208  | 106  |

## Staff tecnico
- Allenatore: Jordan Brady
- Vice-allenatori: Steve Payne, Justin Wetzel, Jamaal Benjamin, Brian Butch
- Preparatore atletico: Greg Signorelli
- Preparatore fisico: Nick Papendieck